# グレート・イースタン (蒸気船)
グレート・イースタン（SS Great Eastern）は1858年に進水した19世紀最大級の蒸気船である。客船として大西洋の航海に使用された後、海底ケーブル敷設船として活用された。
設計はイザムバード・キングダム・ブルネルによる。総トン数1万9,000トン級、全長200m超という完成当時世界最大の蒸気船であり、それまで最大級の蒸気船と比較しても6倍近い大きさであった。解体された1889年の時点でもまだ世界最大の地位にあった。
当初は「リバイアサン」という名がつけられていたが、やがてグレート・イースタンと呼ばれるようになった。これは、製造会社であるイースタン蒸気航海会社と、ブルネルが過去に設計したグレート・ブリテンやグレート・ウェスタンの名前からとられたものと考えられている。

## 構造

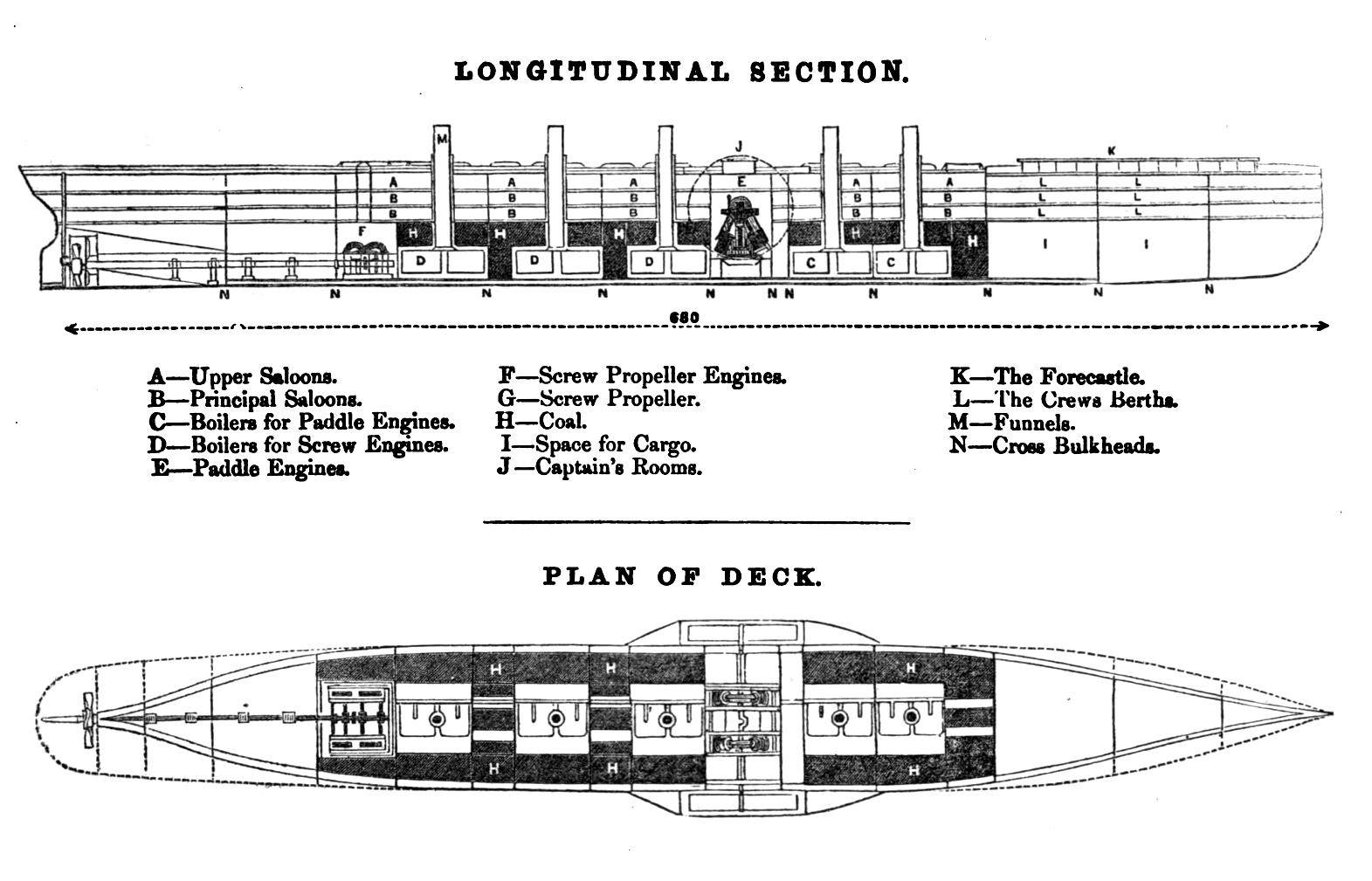
グレート・イースタンの断面図

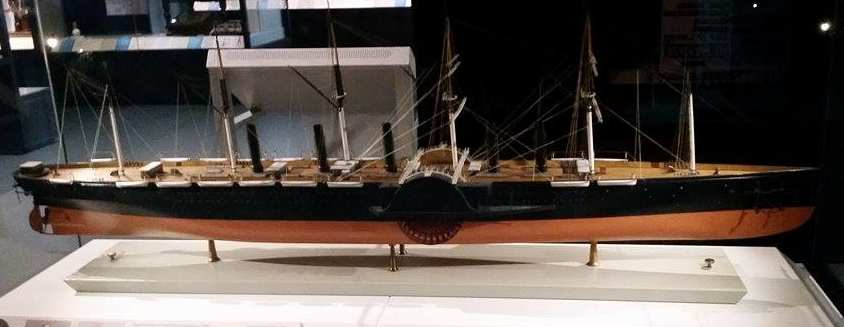
ロンドンサイエンス・ミュージアムのグレート・イースタンの模型

グレート・イースタンは建造当時としては他に類を見ない巨大船であったが、船としての構成（デザイン）は当時の蒸気船としては標準的なもので、外観そのものは平凡なデザインである。
大規模な上構（上部構造物）を持たないため、甲板上には煙突と帆柱の他には目立った突起物はない。乾舷が高く、船室やサロンといった旅客用の設備は船体内にあった。また、上甲板の舷側縁には多数の救命ボートが吊下げ式に係止、もしくは甲板上に積載されていた。
船体は鉄板を使用した2重構造となっている。鉄板の厚さは外側が2センチメートル、内側が1.5センチメートル、板の間隔は85センチメートル。さらに船体には横方向に10か所、縦方向に2か所の内壁を作り、水密性を確保している。
船内は1等800名、2等2,000名、3等1,200名の合計4,000名が収容できた。また、船には長さ20メートル、幅14メートル、高さ4メートルのグランド・サロンがあった。
推進機関としては、スクリュー1軸と両側面の外輪を併用した。この時点で、1845年のイギリス海軍による同級外輪船とスクリュー船の性能試験によってスクリュー推進の優位性は判明していたが、これほどの大型船をスクリューのみで設計した場合、当時はスクリュープロペラが巨大なものになり、浅瀬でプロペラが水面から大きく上に出てしまうという問題が発生するためである。
動力用に10個のボイラーが使用されており、そこから5本の煙突が船上まで立てられている。レシプロ式蒸気機関はスクリュー用と外輪用で個別に搭載、スクリュー用の単純な垂直シリンダ型機関分が4,890bhp、外輪用のシリンダ搖動型機関分が3,410bhpとされて、合計8,000bhpを公称した。
また、蒸気船でありながら6本のマストをもっており、これは5本の煙突とともにこの船の外観上の目立った特徴となっている。19世紀の蒸気船においては帆を持っていることは珍しくなかった。しかし帆の大きさは5400平方メートルと、この船を動かすには大きさが足りず、ほとんど使われなかったためのちに帆は船倉に収納された。

## 建造

### 設計

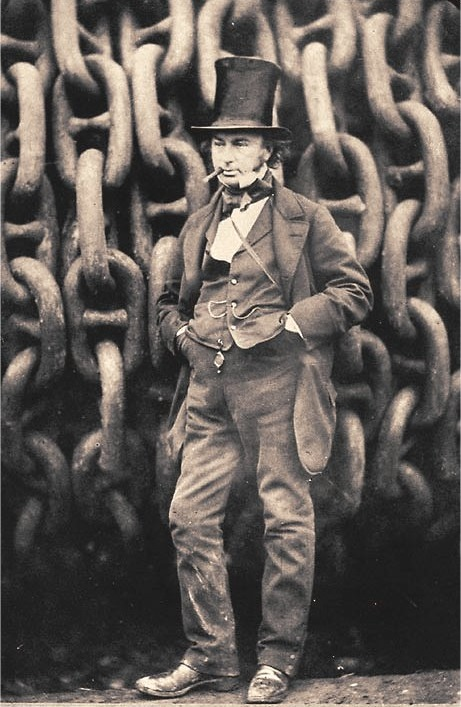
設計者のI.K.ブルネル
1857年、グレート・イースタンの進水式に臨んだ際の撮影
後ろの大きな鎖は、進水時のドラッグチェーン（進水して水に浮かんだ後、引き摺らせて行き足を止めるブレーキとするための鎖）。

1850年代に入るころ、オーストラリアでゴールドラッシュが起こり、英国とオーストラリアを結ぶ長距離航路への需要が高まった。しかし、当時の蒸気船では英国からオーストラリアへ向かうためには途中のケープタウンで燃料である石炭を補給する必要があった。そしてこの石炭は英国からケープタウンまで帆船で運ばなければならず、確保には手間がかかった。そのためこの航路においては蒸気船よりも帆船のほうが主流であった。
そこに目を付けたのが、設計者のブルネルであった。ブルネルは以前から、「船に積める燃料などの容量は船の長さの3乗に比例し、必要な燃料は船の長さの2乗に比例する」という理論をもっていた。つまり、大きい船ほど経済的だということになる。ブルネルはこの理論をもとに、グレートウェスタン、グレートブリテンという2艘の大型蒸気船を造り上げていた。
そこで、ブルネルはこの理論をもとに、オーストラリアまで燃料補給せずに航海できる蒸気船はできないかと考えた。こうして1852年に設計されたのが、グレート・イースタンである。

### 建造作業
この船の建造を引き受けたのはイースタン蒸気航海会社で、ブルネルは同社の技師長となった。建造は主にジョン・スコット・ラッセルが担当した。ラッセルのミルウォールの造船所は小さすぎたため、その隣にあったデビッド・ナイピア（David Napier ）の造船所で、グレート・イースタンは建造された。二つの造船所の間に資材運搬用の鉄道が敷設された。
1854年2月、工事が始められた。巨大な蒸気船の建造工事は話題となり、現場には多くの見物客が押し寄せ、新聞や雑誌でも多く取り上げられた。
工事は2000人近くの労働者によって行われていたが、ブルネルとラッセルは業務面において次第に対立するようになった。そして建設途中の1856年2月、経営上の問題から突然ラッセルが引退し、作業員は全員解雇された。そのため作業は一時3か月にわたり中断された。再開後はブルネルがラッセルの役割を引き継ぎ、1857年、この船は進水可能な状態までこぎつけた。

### 進水

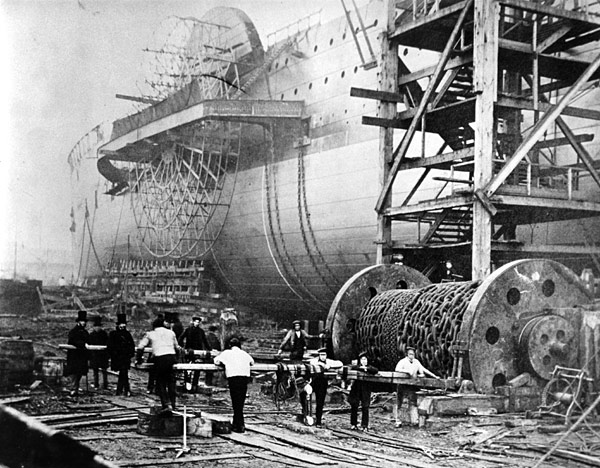
進水前のグレート・イースタン

進水作業は1857年10月に行われる予定であったが、工事の遅れなどで実際に作業が開始されたのは11月3日であった。当時の進水は、斜面を利用して船尾から進水させる方法と、あらかじめ船をドライ・ドック内で建造して水に浮かべる方法の2通りあった。しかしグレート・イースタンはその巨大さゆえにどちらの方法もとることができず、横向きにして斜面を移動させる進水方法をとった。
数千人の観客が見守る中で作業は行われたが、船は1.2メートル進んだ地点で動かなくなり、しかも作業中の事故により5名の負傷者が出てしまった。結局この日の進水は失敗に終わった。
その後、数度にわたる挑戦で船は徐々に川へと近づいていった。そして、1858年1月30日、ようやく進水に成功した。船はそのままデトフォードのドックに係留された。

### 完成・試運転
船はまだ完成には至っていなかったので、進水後も工事を行う必要があった。しかし、これまでの工事の遅れなどの影響により、すでに予算の2倍近い金額が費やされていた。そのため、イースタン蒸気航海会社は破産の危機を迎えた。ブルネルは新会社「グレート・シップ会社」を立ち上げ、資本金34万ポンドを募ることでこの事態を乗り切った。しかしブルネルは連日の過労がたたり、長期にわたる療養を余儀なくされた。療養中は、再び役員として迎えられたラッセルらにより、作業が進められた。
1859年5月にはブルネルも復帰し、8月に工事が完了した。そして9月7日に試運転を行った。しかし試運転の前日、ブルネルは船内の最終点検を行っていた時、心臓発作により甲板上で倒れ病院へ運ばれた。そのため、ブルネルはグレート・イースタンの試運転を見ることはできなかった。
試運転は多くの見物人の中で行われた。ところが、運転途中にグレート・イースタンの煙突が吹き飛び、作業員に死者数名、負傷者十数名を出す大災害となった。給水管が密閉された状態でボイラー水が加熱されたことが事故の原因であった。ブルネルは病棟でこの事故の報を聞き、9月15日に53歳で息を引き取った。

## 航海

### 大西洋航路
グレート・シップ会社は財政難により、試運転での船の損傷を完全に直すことはできなかった。このことによって、グレート・イースタンは当初の目的であったオーストラリアへの就航は不可能になった。そのため、この船は大西洋航路へと回されることとなった。
1860年6月17日、グレート・イースタンはサザンプトンからニューヨークへ向けて処女航海を行った。乗客は43人であった。これは、試運転の事故が影響して市民が乗船を敬遠した上に、出帆日が遅れたため大半の乗客が乗船をキャンセルしたためである。
とはいえ、ニューヨークではこの船は大歓迎を受けた。6月28日に入港すると、ハミルトン要塞は礼砲で迎えた。港はこの船を一目見ようと、多くの人でにぎわい、船の周りを見物客が乗る小舟で取り囲んだ。この人気を利用して、グレート・シップ会社は有料で船内を公開させるなど資金の確保に努め、ある程度の成果を得ることができた。
しかし、航海における乗船率はその後もかんばしくなかった。大西洋航路は当時多数の船が就航している激戦航路であり、そこにグレート・イースタンを満員にできるほどの乗客を新たに確保することはできなかったのである。さらに、1861年には大嵐にあい、船は修繕に8か月を要する大きな被害を出した。さらに翌年には、当時の地図に載っていない暗礁にぶつかり、船底に穴をあけるという事故も起こした。この2つの事故により、グレート・シップ会社は13万ポンドの損害を被った。そして1864年、グレート・シップ会社は倒産した。グレート・イースタンは競売にかけられることになった。

### ケーブル敷設船として
グレート・イースタンが競売にかけられていたころ、英国では大西洋横断電信ケーブルの敷設計画が進められていた。この事業は1856年に始まり、1858年にいったん敷設に成功したが、このケーブルは2カ月余りで不通となってしまった。そのため、新たに改良したケーブルを製作し敷設を行うことになったが、ケーブルを敷設するためには大型の船が必要であった。
大西洋横断ケーブル敷設事業の責任者であったサイラス・フィールドは、海底ケーブル敷設船としてグレート・イースタンに目を付けた。また、旧グレート・シップ会社の役員たちも、ケーブル敷設船としての活用に期待して、新会社を作ってグレート・イースタンを2万5千ポンドで買い戻した。フィールドはこの会社と契約を結び、1865年に大西洋横断電信ケーブルの敷設作業を行った。
1865年の敷設作業では、敷設途中でケーブルが切れたため失敗に終わったが、翌年の敷設作業は成功し、ヨーロッパと北アメリカ大陸は電信網で結ばれた。グレート・イースタンはその後も大西洋横断電信ケーブルや、スエズからムンバイへのケーブル敷設に使用され、また、ケーブルの補修作業にもあたった。

グレート・イースタン号のデッキにて
(R・C・ダドリー画、1868年)

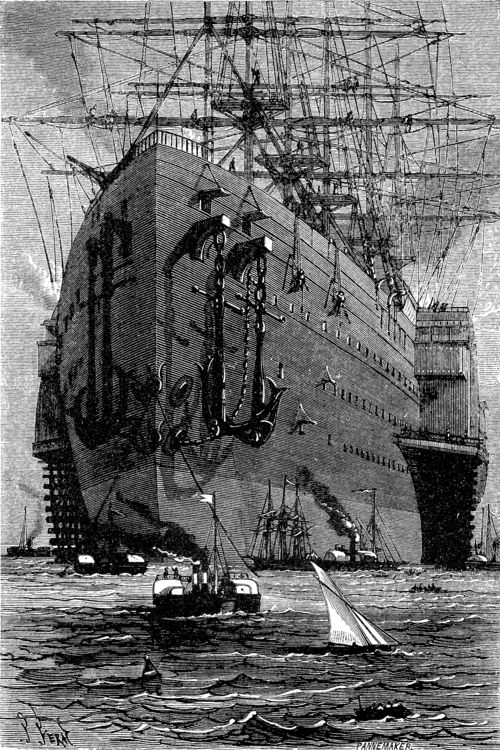
船首部分（1871年）J.フェラ画

なお、グレート・イースタンはこの期間中にも1度だけ、客船として使用されたことがある。1867年、フランスの大博覧会に使用するため、フランス政府によってチャーターされたのである。グレート・イースタンはフランス―ニューヨーク間を往復し、乗客の中にはジュール・ヴェルヌもいた。ヴェルヌはその後、グレート・イースタンを舞台にした小説『洋上都市』を執筆している。この航海は無事に終えたが、改装費用やニューヨーク港在泊の費用がかさみ、グレート・イースタン会社は倒産した。そしてこれが、客船としてのグレート・イースタンの最後の大西洋航海であった。

### 解体
1870年代、ケーブルの敷設専用のケーブル敷設船が登場するようになると、グレート・イースタンは使用されなくなり、12年間にわたり港に係留された。
1886年、リヴァプールの博覧会でショーボートとして使用されることが決まり、グレート・イースタンは久々に活躍の場を与えられた。この企画は成功したが、その後はこの船は有効に活用されることなく、最終的に1889年、リヴァプールにおいて解体された。解体作業中に、造船時に閉じ込められた作業員の骨が見つかったという話も伝えられている。事故の多さや不遇な船歴とも相まって、この船についてはオカルト的な逸話が多く語られている。

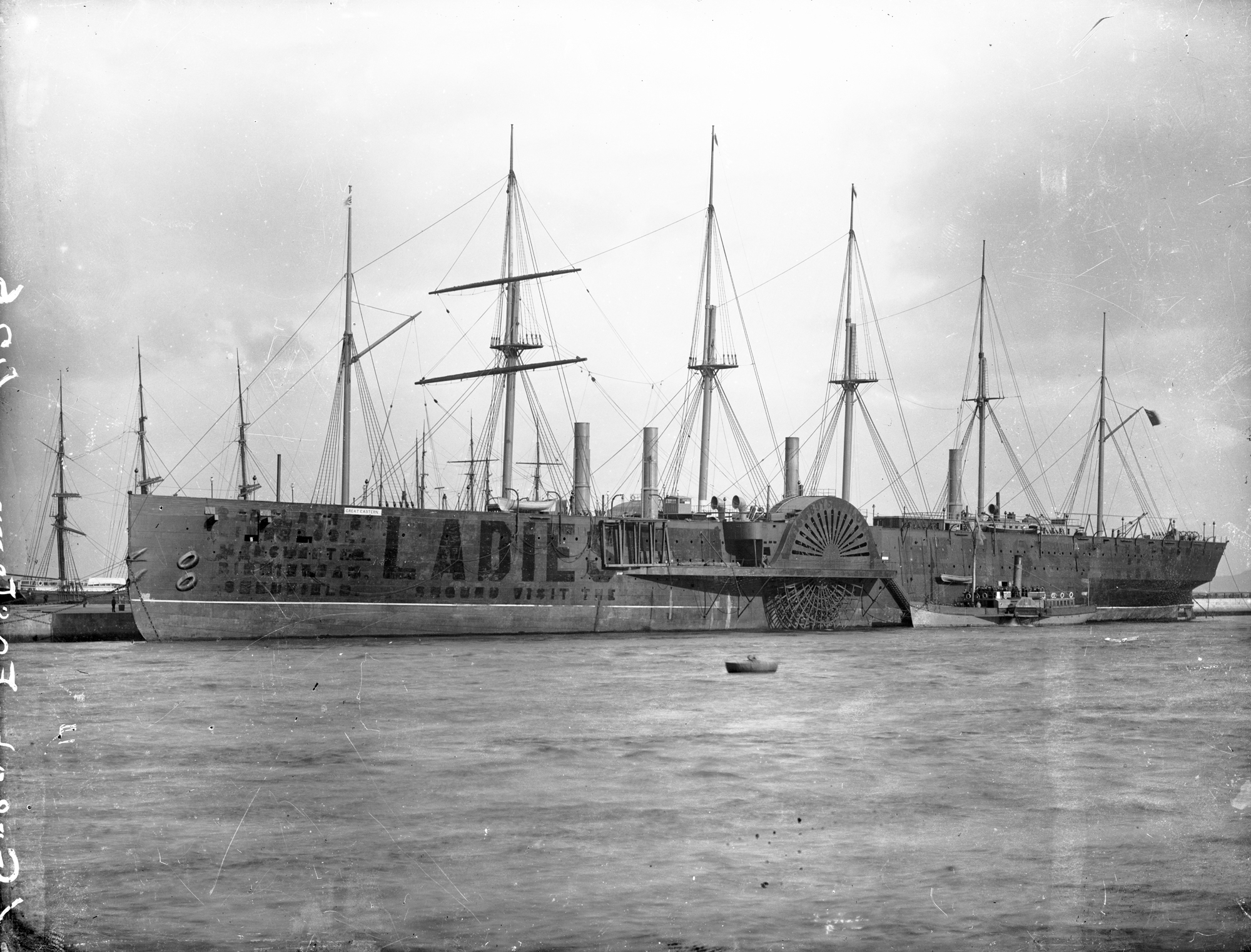
博覧会用のショーボートとしてペイントを施されたグレート・イースタン （ダブリンで1886年12月-1887年3月の間に撮影）
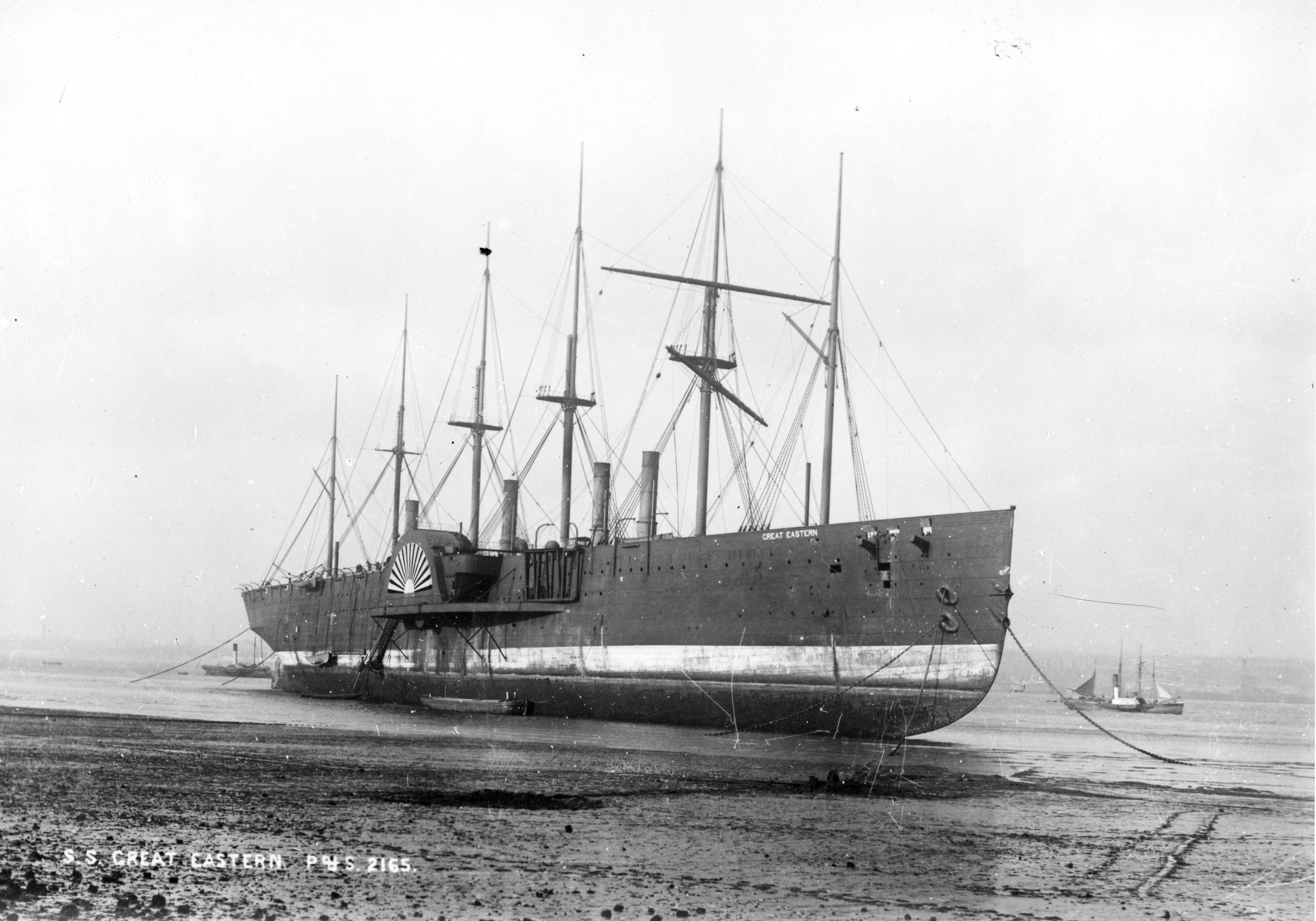
リヴァプールと川を隔てた対岸、ロック・フェリーの浅瀬で解体中のグレート・イースタン（1889年頃）。既に外輪は撤去されている

## 評価

### 技術的評価

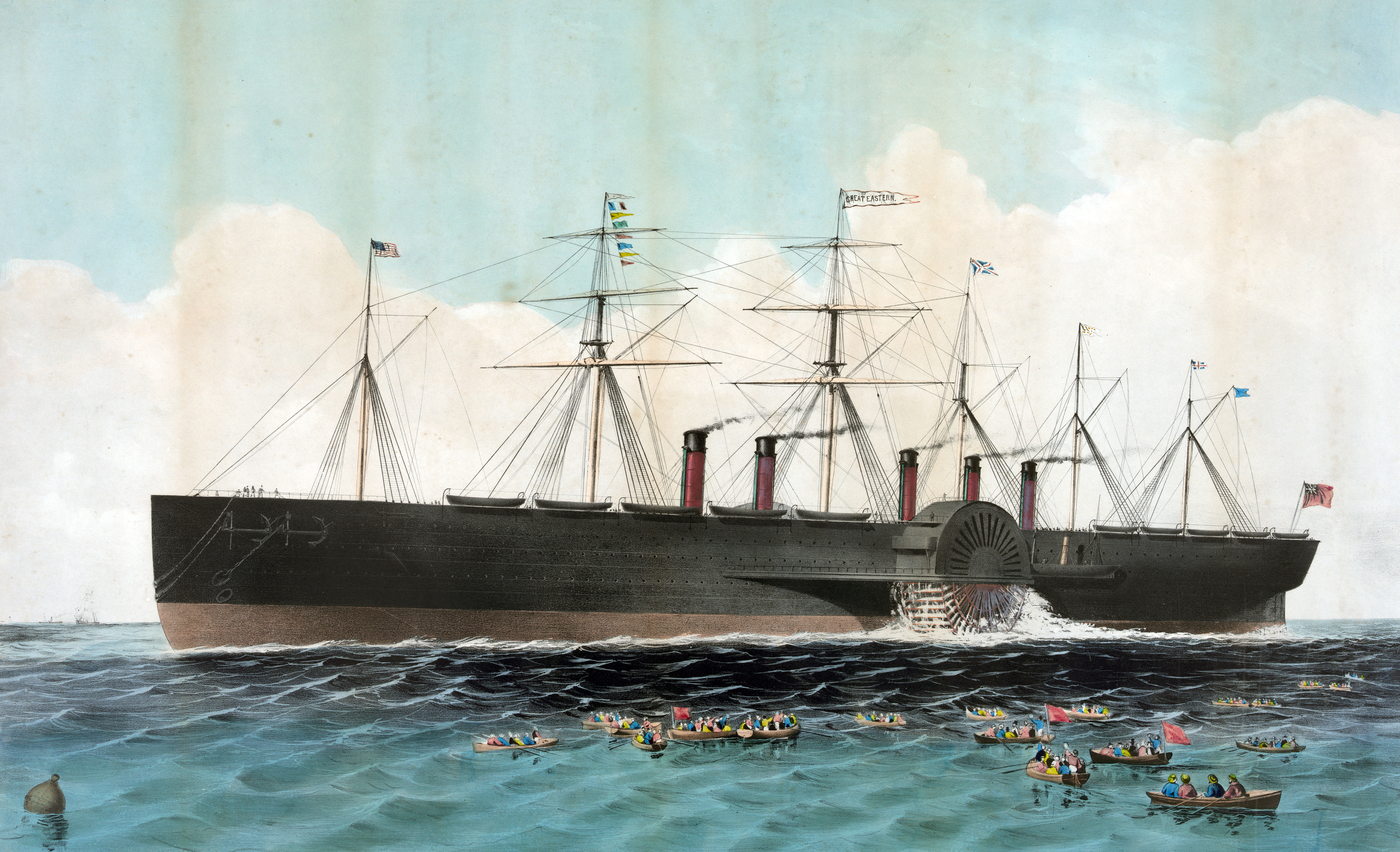
チャールズ・パーソンズによって描かれたグレート・イースタン

グレート・イースタンは非常に頑丈な船であった。たとえば、1862年の船底に穴をあける事故は、普通の大きさの船であれば沈没していたと考えられているが、グレート・イースタンは船底の2重構造のおかげで、ぶつかったときに船体が傾いただけで船内には影響を与えず、船はそのままニューヨークへ入港している。数々の災害にあいながらもグレート・シップ会社が多額の修繕費をかけてこの船を存命させたのは、こういった逞しさに執着を持ったことも理由の1つと考えられている。ロルトは、仮にグレート・イースタンがタイタニックが沈没した時と同じ状況におかれた場合でも、タイタニックと同じ運命をたどったかどうかは疑問だとしている。
推進に関しては、当時最大の動力源を備えていたが、それでも不足ぎみであった。この理由として、航海速度を14ノットと設定したことがあげられる。富田昌宏は、これを仮に12ノット以下まで落とした場合、スクリューと外輪を併用することなく、スクリューのみでも必要な推力を得られたと算出している。

### 商業的評価
グレート・イースタンが建造途中だった1857年、ブルネルにこの船の利用価値を尋ねられたW.S.Lindsay（船主。のちに海運史を執筆する）は、船としての見込みは全くないから海岸でホテルとして活用するなどの方法しかないと回答している。また、同じく建造途中の1858年、デトフォードにおいて、サイラス・フィールドがブルネルに大西洋横断電信ケーブルの敷設のための船はないか尋ねたところ、ブルネルはグレート・イースタンを指さし、「それならこの船です」と答えたという（ブルネルはグレート・イースタンはオーストラリアの航海で使用するつもりでいたのでこの発言はジョークのようなものとされている）。この両者の発言は、どちらも的中する形となった。
Lindsayの指摘通り、グレート・イースタンは客船として商業的な成功を収められなかった。その要因の一つとして、本来の目的であるオーストラリア航路に就航できなかったことがある。処女航海で大西洋航路が選ばれたのは所有会社の経済的な問題であったが、その後もオーストラリア航路につけなかったのはスエズ運河の開通が大きい。1869年に完成したスエズ運河によってオーストラリア航路は、従来の喜望峰まわりからこの運河を通るルートへと移っていった。しかしグレート・イースタンはその大きさから、（開通したばかりで後年拡幅される以前の）スエズ運河を通ることはできなかったのである。
失敗した他の要因として、ブルネルが航海に必要な石炭の量を過少に算出したことや、造船時の経営管理の欠如などがあげられている。

## グレート・イースタンと日本
グレート・イースタンを直接見た日本人はほとんど存在しないが、その例外が、新見正興、村垣範正らの万延元年遣米使節一行である。使節団は1860年6月17日から29日までニューヨークに滞在し、出発前日の28日に、処女航海でニューヨークに入港してきたグレート・イースタンを見物している。その様子は村垣の航海日記に記されている。
また、五雲亭貞秀（歌川貞秀）は1864年に『墨利堅国大船之図』と題した浮世絵でグレート・イースタンを描いている。貞秀はグレート・イースタンを直接見てはおらず、フランク・レズリー絵入り新聞社が出版した洋書『図説蒸気船グレート・イースタン号』の絵を参考にして制作したと考えられている。